# Марањао
Марањао (порт. Maranhão) је бразилска држава која се налази у североисточном региону. На северу излази на Атлантски океан. Граничи се са државама Пјауи, Токантинс и Пара. Становници Марањаа имају специфичан акценат. Национални парк Ленкоеш и главни град Сао Луиш који је под УНЕСКО-вом заштитом најпознатије су атракције у држави. Још једно познато природно станиште је и делта реке Паранаиба, која граничи Марањао и Пјауи, позната по својим лагунама, пешчаним динама и пешчаним плажама, најпознатије је острво Кажу на коме станују реке врсте птица.

## Географија
Северни део државе Марањао прекривен је шумама, кроз које протиче велики број река, док се у источном делу налазе Амазонске прашуме. Северни и североисточни део обухватају Марањао Бабаку шуме, тропски регион познат по бабаку палми. Велики део шуме посечен је због сточарства и уља које се добија из бабаку палме. Јужни део обухвата висоравни бразилског горја и саване.
Клима је врела, и подељена је на сув и влажан период. Најпознатије реке су Гурупи која се налази на северозападу и дели Марањао од државе Пара, као и река Токантинс, која прави границу са истоименом државом. Река Парнаиба се налази на истоку. На обалама државе Марањао налазе се највише шуме мангрова на свету.

## Историја
Први познати европски истраживач Марањаа био је Шпанац Висенте Јањез Пинзон 1500. године ипак Португалац Жоао де Барош добио је 1534. године на управу капетанију која је обухватала ову област. Прво организовано насеље Европљана настало је тек 1594. године под вођством Француског трговца Жака Рифоа. Ипак Португалци су истерали Французе из ове области 1615. године а острво Сао Луис било је у власти Холанђана од 1641. године до 1644. године. Области Сеара, Марањао и Пара су 1621. године постале Држава Марањао чиме су се одвојиле од јужних капетанија.
Марањао није приступио проглашењу декларације о независности Бразила 1822. године али током те године Португалце је из Марањаа прогнао Британски поморац адмирал лорд Томас Кохрејн, чиме су се стекли услови да Марањао постане део Бразилског царства. За своје заслуге лорд Кохрејн добио је титулу маркиза од Марањаа и постао је гувернер провинције Марањао. 
Сао Луиш је главни град неке Бразилске државе који има највише сличности са португалским градовима. Стари део града доспео на УНЕСКО-ву листу 1997. г.

## Економија
Марањао је једна од најсиромашнијих држава Бразила. Услужни сектор заузима 54,5% укупног БДП, прати га индустријски сектор са 25,4% и пољопривреда са 20,1%. Марањао извози: алуминијум 50%, гвожђе 23,7%, соју 13,1%. Држава је позната и по великој количини палми од којих је најуноснија врста бабасу палме.

## Саобраћај
Аеродром Маршал Куња Машадо највећи је у Марањау, и смештен је 13 км. од центра главног града. Од 2004. године почео је да прима и интернационалне летове, претежно из Португала, Италије, Немачке и Шпаније.